# Wartenberg (Hesse)
Wartenberg é um município da Alemanha, situado no distrito de Vogelsberg, no estado de Hesse. Tem 39,54 km² de área, e sua população em 2019 foi estimada em 3.871 habitantes.